# Jônatas Obina
Jônatas Paulino da Silva Inácio (Sete Lagoas, 1985. december 18. –), ismert nevén Jônatas Obina, honosított egyenlítői-guineai brazil labdarúgócsatár.